# PGC 10047
LEDA/PGC 10047, auch UGC 2135, ist eine Spiralgalaxie vom Hubble-Typ Sd im Sternbild Perseus am Nordsternhimmel. Sie ist schätzungsweise 205 Millionen Lichtjahre von der Milchstraße entfernt und hat einen Durchmesser von etwa 115.000 Lichtjahren. Vom Sonnensystem aus entfernt sich das Objekt mit einer errechneten Radialgeschwindigkeit von näherungsweise 4.500 Kilometern pro Sekunde.

## Galaktisches Umfeld
| Nr. | Galaxie          | Alternativname          | Rek          | Dek           | Distanz/asec |
| --- | ---------------- | ----------------------- | ------------ | ------------- | ------------ |
| →   | LEDA/PGC 10047   | UGC 2135                | 02h39m11.03s | +41d14m44.3s  | 0            |
| 1   | LEDA/PGC 213054  | 2MASX J02390474+4113452 | 02h39m04.75s | +41d13m45.1s  | 92.71        |
| 2   | LEDA/PGC 2178789 | 2MASX J02393315+4117393 | 02h39m33.14s | +41d17m39.3s  | 304.14       |
| 3   | LEDA/PGC 2178895 | 2MASX J02393607+4118024 | 02h39m36.08s | +41d18m02.7s  | 345.60       |
| 4   | LEDA/PGC 2178998 | 2MASX J02394104+4118244 | 02h39m41.03s | +41d18m24.5s  | 404.08       |
| 5   | LEDA/PGC 2176766 | 2MASX J02395523+4109584 | 02h39m55.24s | +41d09m58.9s  | 565.71       |
| 6   | LEDA/PGC 2179231 | 2MASX J02395808+4119114 | 02h39m58.07s | +41d19m11.4s  | 594.05       |
| 7   | LEDA/PGC 2176034 | 2MASX J02394753+4107204 | 02h39m47.53s | +41d07m20.3s  | 606.01       |
| 8   | NGC 1000         | PGC 10028               | 02h38m49.743 | +41d27m34.86s | 806.80       |
| 9   | LEDA/PGC 2181312 | 2MASX J02394680+4127084 | 02h39m46.84s | +41d27m08.6s  | 846.33       |
| 10  | NGC 1005         | PGC 10062               | 02h39m29.20s | +41d29m20.3s  | 910.81       |